# Duc de San Fernando Luis
 (mars 2023).
Si vous disposez d'ouvrages ou d'articles de référence ou si vous connaissez des sites web de qualité traitant du thème abordé ici, merci de compléter l'article en donnant les références utiles à sa vérifiabilité et en les liant à la section « Notes et références ».

Armoires du duché de San Fernando Luis

Le titre de duc de San Fernando Luis est créé le 7 février 1816 par le roi Ferdinand VII d'Espagne en faveur d'Anne Adrien Pierre de Montmorency-Laval. Le duc de San Fernando Luis fait partie des grands d'Espagne. Comme tous les titres espagnols, il peut être transmis par les femmes, de même que la grandesse qui lui est attachée.

## Liste des titulaires du duché de San Fernando Luis
1. 1816-1837 : Anne Adrien Pierre de Montmorency-Laval (1768-1837)
2. 1837-1872 : Charlotte-Adélaïde de Montmorency-Laval (1798-1872)
3. 1866-1886 : Guy de Lévis-Mirepoix (1820-1886)
4. 1888-1915 : Henri de Lévis-Mirepoix (1849-1915)
5. 1916-1981 : Antoine de Lévis-Mirepoix (1884-1981)
6. 1981-1985 : Charles-Henri de Lévis-Mirepoix (1912-1987)
7. depuis 1985 : Antoine de Lévis-Mirepoix (né en 1942)

## Littérature
- Elenco de grandezas y titulos nobiliarios españoles (2018), p. 770.